# Pax Massilia
Production
Diffusion
Pax Massilia, ou Blood Coast en anglais, est une série télévisée française réalisée par Olivier Marchal et Ivan Fegyveres d'après un scénario d'Olivier Marchal, Kamel Guemra, Morade Aïssaoui, Edgar Marie et Sledge Bidounga, et diffusée pour la première fois sur Netflix à partir du 6 décembre 2023.
Cette fiction est une production de Gaumont Télévision,.
Diffusée sur Netflix à partir du 6 décembre 2023, la série s'impose en 3 jours dans le top 3 des contenus les plus vus dans le monde, s'imposant au sommet du palmarès dans 12 pays dont la France, la Grèce, la Jamaïque et la Belgique, et dans le top 10 des séries les plus regardées dans les 83 territoires où Netflix est implantée,.

## Synopsis
Un groupe de policiers aux méthodes particulières, mené par Lyès Benamar, traque un dangereux criminel afin d'éviter que Marseille ne plonge dans un bain de sang.

## Distribution
- Tewfik Jallab : Lyès Benamar
- Jeanne Goursaud : Alice Vidal
- Nicolas Duvauchelle : Franck Murillo
- Lani Sogoyou : Audrey Ilunga
- Olivier Barthélémy : Arno Cabella
- Idir Azougli : Tatoo
- Samir Boitard : Ali Saïdi
- Florence Thomassin : commissaire Fabiani
- Diouc Koma : Victor Miranda
- Moussa Maaskri : Tarek Hamadi
- Lucie Lebrun : Fanny
- Mila Rigaudon : Zoé
- Patrick Catalifo : Armand
- Kofs : Kamel Saidi
- Nicolas Sartous : Procureur Sartet

## Production

### Genèse et développement
La série est créée et écrite par Olivier Marchal, Kamel Guemra, Morade Aïssaoui, Edgar Marie et Sledge Bidounga, et réalisée par Olivier Marchal et Ivan Fegyveres,,.

### Attribution des rôles
Le premier rôle de la série incombe à Tewfik Jallab, qui confie à Var-Matin : « C'est tombé sur moi par hasard. Il y avait une forme de ralentissement des projets cinéma, je recevais moins de bons scénarios et, dans le même temps, les séries ont pris un virage plus ambitieux, bien aidées par les plateformes. Il se passe en France ce qui a eu lieu aux USA, il y a 10-15 ans, dans le rapport entre le cinéma et les séries, c'est en train de basculer ». « Travailler avec Olivier Marchal était motivant, j'avais été fasciné par 36 quai des orfèvres. Quand on te propose une série Netflix, d'Olivier Marchal, à Marseille, tu ne réfléchis pas trop. Pour un acteur, c'est du caviar à jouer. Tu peux aller dans tous les extrêmes, tu as une liberté incroyable et le polar te l'offre sur un plateau »,.

### Tournage
Le tournage de certaines scènes a été réalisé dans des cités marseillaises situées dans les quartiers Nord dits « sensibles » de la ville.
Olivier Marchal explique à Allociné : « C'était super ! Nous n'avons eu aucun souci. Un de nos collaborateurs a trouvé les autorisations pour tourner aux puces, c'est lui aussi qui nous a emmenés à la cité Consolat… Il nous a mis en relation avec ceux qui tiennent un peu tous les accès à certains réseaux. On est resté à peu près une semaine là-bas et ce qui m'a le plus touché c'est que quand on est parti, les gens nous ont applaudis aux fenêtres ».
De son côté, l'acteur Tewfik Jallab ajoute : « Nous n'avions aucune appréhension et eux non plus […] Comme pour tous les tournages, on a demandé une autorisation à la ville, puis on a essayé d'impliquer les habitants des quartiers au maximum pour ne pas se servir d'eux et les mettre à part. Beaucoup de gens qui vivent là-bas sont dans la série en tant que figurants. 90 % du casting de cette série est marseillais d'ailleurs ».
Enfin, l'actrice Lani Sogoyou conclut : « Je pense que les Marseillais aiment Olivier Marchal. Tous les souvenirs que j'ai du tournage dans les cités sont chaleureux. Les gens étaient contents qu'on soit là. Et nous-mêmes étions très heureux de les avoir car ils ont apporté de leur authenticité ».

### Fiche technique
Sauf indication contraire, les informations mentionnées dans cette section peuvent être confirmées par la base de données cinématographiques Allociné,  présente dans la section « Liens externes ».
- Titre français : Pax Massilia
- Titre anglais : Blood Coast
- Genre : Policier, action[2]
- Production : Isabelle Degeorges et Soizic Gelbard[2]
- Sociétés de production : Gaumont Télévision[2]
- Réalisation : Olivier Marchal et Ivan Fegyveres[2]
- Scénario : Olivier Marchal, Kamel Guemra, Morade Aïssaoui, Edgar Marie et Sledge Bidounga[2]
- Pays de production :  France
- Langue originale : français
- Format : couleur
- Nombre de saisons : 1
- Nombre d'épisodes : 6
- Durée : 52 minutes
- Dates de première diffusion :
  - Netflix : 6 décembre 2023[1],[3],[4]

## Accueil critique
Pour Ciné-Télé-Revue, Pax Massilia est « une série nerveuse et musclée, bien qu'elle sente un peu le réchauffé ».
De son côté, Charles Martin, du magazine Première, est extrêmement critique : « L'autoroute du polar à la Marchal est toute tracée. Le réalisateur de 36 Quai des Orfèvres sert sa recette musclée habituelle. Ça mitraille à tout va […] Mais à force d'action permanente, Pax Massilia est aussi d'une nervosité exacerbée épuisante. La série ne parvient jamais à l'intensité émotionnelle de ce que Cédric Jimenez avait réussi avec BAC Nord, devenu depuis 2020 le maître-étalon du thriller marseillais. Elle aurait même tendance à jouer la carte de la caricature assumée. Les lignes de dialogues - certainement pour coller à une réalité qui a des couilles - sont d'une vulgarité sans nom […] Pax Massilia n'est pas un mauvais Marchal, c'est juste un Marchal ressassé, qui va droit au but sans chercher à se renouveler, ni dans le fond, ni dans la forme ».

## Distinction
- Festival Polar de Cognac 2023 : Meilleure série[11]